# جیان ماتئو مارجینی
جیان ماتئو مارجینی (انگلیسی: Gianmatteo Mareggini؛ زادهٔ ۸ ژانویهٔ ۱۹۶۷) بازیکن فوتبال اهل ایتالیا است.
از باشگاه‌هایی که در آن بازی کرده‌است می‌توان به باشگاه فوتبال فیورنتینا، باشگاه فوتبال روبور سیه‌نا، باشگاه فوتبال پیستویزه، باشگاه فوتبال لیورنو، باشگاه فوتبال پالرمو، و باشگاه فوتبال ترنانا اشاره کرد.